# Casa Felip de Miquel
La casa Felip de Miquel és un edifici d'habitatges al carrer de Josep Anselm Clavé, 3 de Barcelona, catalogat com a bé cultural d'interès local.

## Història
En aquest indret hi havia la casa de Maria Francesca de Valencià i Balaguer, casada en segones noces del mariscal de camp de la Guàrdia Valona Felip Maximilià Wyts de la Bouchardrie (1697-1762), El 1752, la seva filla Maria Francesca Wyts de la Bouchardrie i de Valencià es va casar amb Lluís de Blondel-Drouhot i Caulaincourt (1728-1810), capità de la Guàrdia Valona, que el 1789 rebé de mans del rei Carles IV el títol de marquès de Blondel de l'Estany de Bellcaire, una propietat de la seva esposa.
A la mort d'aquesta el 1796, ocupava el càrrec de capità general de Guipúscoa i va cedir l'usdefruit de la casa al seu fill Lluís de Blondel-Drouhot i Wyts de la Bouchardrie. Després de la seva mort i de la del seu germà Anton sense descendència, el casal va passar a mans de la seva germana Maria Genoveva (1754-1791), casada amb Joan de Miquel i de Vilaplana, baró de Púbol. L'hereu fou Felip Ignasi de Miquel i de Blondel, tinent coronel d'infanteria. El 1846, ell i el seu fill Josep Maria de Miquel i Mestanza de Santiesteban, casat amb Isabel Bassols i de Foxà, van segregar un terreny de 17.000 pams quadrats a la part oriental de la finca, establint-lo en emfiteusi a l'indià Joan Giralt i Miret, que uns mesos després va fer agnició de bona fe d'una part a Josep Soler i Cassanyes i Francesc Rodés i Massó. Aleshores, l'arquitecte Josep Oriol i Bernadet hi va projectar tres edificis: el núm. 3, de Felip de Miquel, el núm. 5, de Josep Soler i Francesc Rodés, i el núm. 7, de Joan Giralt.
Entre 1860 i 1861, els germans Francesc, Domènec i Josep Maria de Miquel i Mestanza de Santiesteban vengueren la propietat a Lambert Fontanellas i Sala, marquès de Casa Fontanellas, que el 1864 va aportar els seus béns i el negoci de banca a la societat Fontanellas Germans, regida pel seu cunyat Antonio de Lara-Villada y Rodríguez, marquès de Villamediana. Aquell mateix any, i per a liquidar uns deutes, aquest vengué la finca a  Ignasi Girona i Agrafel, Miquel Martorell i Peña i Marià Casi i López, fundadors de la Companyia General de Crèdit El Comercio i promotors del passatge del Comerç (actualment de la Banca).

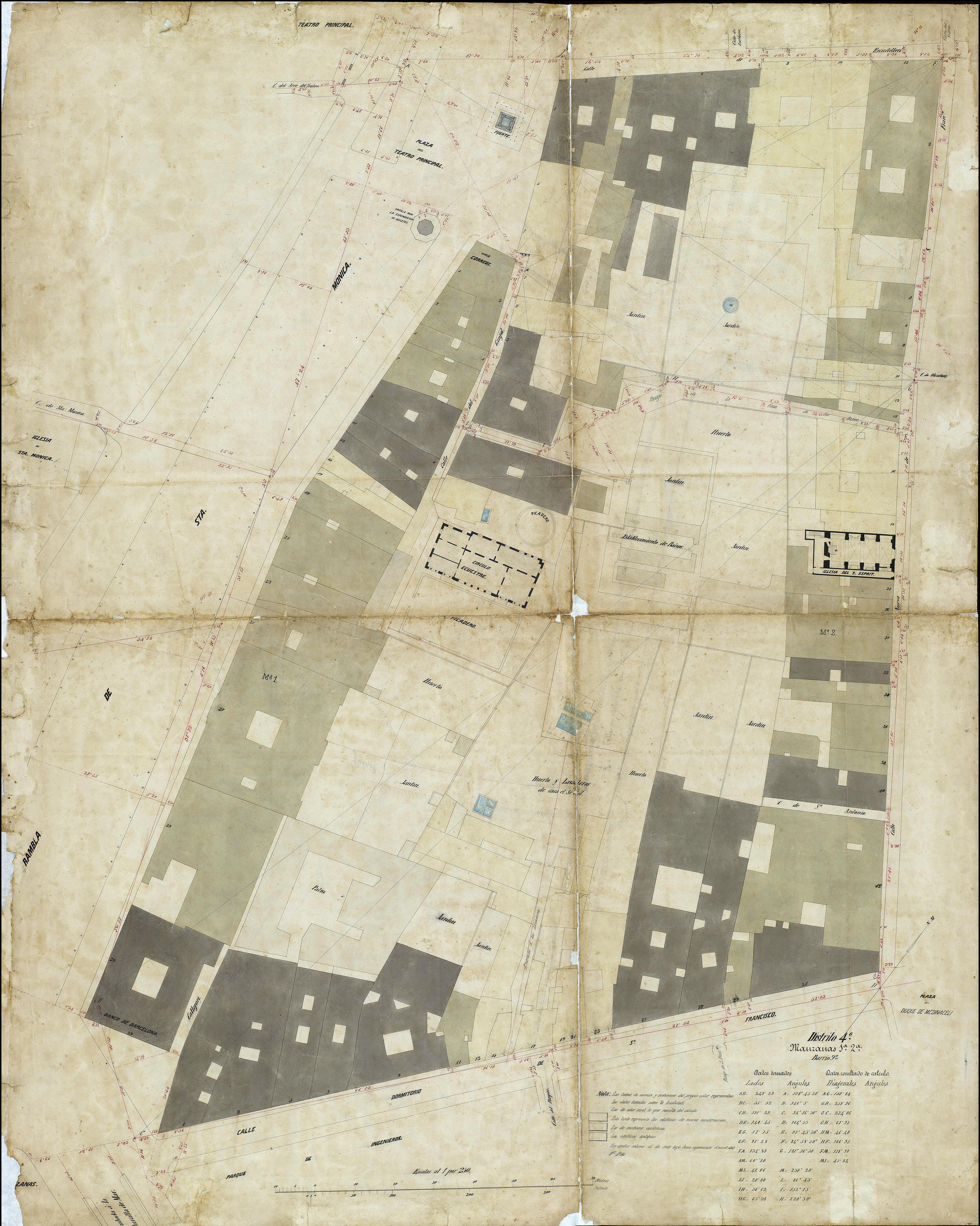
Quarteró núm. 112 de Garriga i Roca (c. 1860)

## Descripció
Edifici de planta baixa i tres pisos. La façana es presenta ordenada i d'ornamentació senzilla i modesta. A la planta baixa ha ha tres portals d'arc de mig punt motllurat al centre i dos d'arc escarser als extrems laterals. Aquests tenen una clau de volta senzilla que serveix de mènsula per al balcó del pis principal. Els balcons són de llosana de pedra amb barana de ferro i els finestrals, rectangulars, estan adornats amb un marc amb petites motllures. Motllures del mateix estil que les que decoren les impostes que separen cada planta i les llosanes del balcó. L'edifici es corona amb una cornisa recolzada sobre múltiples mènsules.
El portal de la dreta no és una entrada a l'edifici, sinó un accés cobert al passatge de la Banca. A la part posterior, que dona al passatge, les obertures s'obren a balcons correguts que formen, alhora, falsos arcs escarsers per a la planta inferior.